# Václav Hollar
Václav Hollar, conocido también por los nombres Wenceslaus Hollar en latín y Wenzel Hollar en alemán (Praga, 13 de julio de 1607 - Londres, 25 de marzo de 1677), fue un grabador y dibujante de origen bohemo y formación mayormente alemana, cuyas obras más conocidas las realizó en el Reino Unido. Se especializó en las vistas panorámicas de paisajes urbanos y rurales, que permiten entrever la influencia de la pintura neerlandesa de la época.

## Vida y obra
Nació en una destacada familia católica de Praga, económicamente bien situada; varios de sus familiares eran clérigos y su padre, Jan Hollar, encargado del registro judicial de la ciudad, fue nombrado caballero durante el reinado de Rodolfo II. Por desgracia, la familia Hollar cayó en la ruina en paralelo al declive económico y demográfico que sufrió Praga durante la Guerra de los Treinta Años.
Hollar se inició como grabador a edad temprana, y sus primeros grabados conocidos se datan en 1625-26. Fue un artista viajero desde joven: en 1627 era discípulo de Matthäus Merian y luego pasó por Estrasburgo, Colonia y Stuttgart. 
En 1636 contactó con un noble inglés, Thomas Howard, conde de Arundel, quien había emprendido viaje a Viena enviado por Carlos I de Inglaterra en visita diplomática al emperador Fernando II de Habsburgo. El conde acogió a Hollar como diseñador y le llevó consigo a la capital austríaca; y al año siguiente, Hollar acompañó a Arundel en su regreso a Londres. Así se inició su etapa más productiva y conocida; grabó planos y vistas de diversos lugares del Reino Unido, ilustró varios libros y reprodujo múltiples pinturas y dibujos que entonces pertenecían a Carlos I y a nobles de su corte. Entre las obras reproducidas, se cuentan diversos retratos de Holbein, dibujos de Leonardo da Vinci (muchos de los cuales se conservan en el Castillo de Windsor) y el famoso Autorretrato de Durero de 1498, ahora en el Museo del Prado.
En 1645, durante la guerra civil inglesa, Hollar fue apresado por las tropas parlamentarias al haber formado parte del ejército que apoyaba al rey; pero logró escapar y huyó a Amberes, donde publicó el citado grabado del autorretrato de Durero y siguió reproduciendo paisajes de la región y demás temas. Regresó a Londres en 1652 y grabó múltiples ilustraciones para libros, generalmente a precios modestos.
Su producción fue formidable: unas 2.740 imágenes. Además de tan numerosos aguafuertes, hizo excelentes dibujos de gran complejidad en los que utilizó acuarelas, como los realizados en 1636 durante sus viajes por la Europa Central.

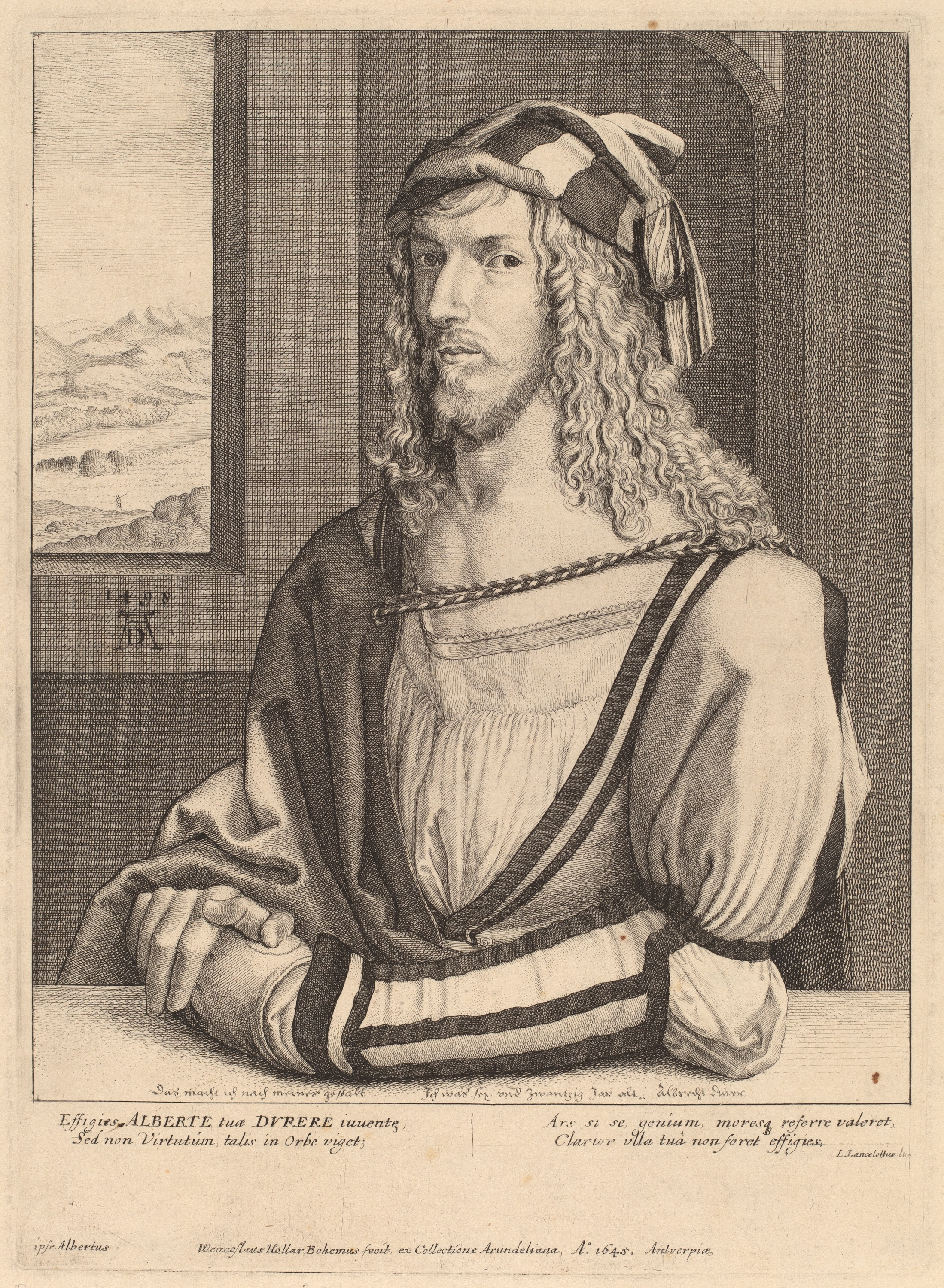
Autorretrato de Durero, grabado por Hollar.

Murió pobre. Está enterrado en la iglesia de Santa Margarita en Westminster.